# Bee Vang
Bee Vang (født 4. november 1991 i Fresno, Californien) er en amerikansk skuespiller. Han er kendt for at have spillet birollen i Clint Eastwoods film Gran Torino fra 2008.